# Kuniaki Koiso
 (avril 2019).
Si vous disposez d'ouvrages ou d'articles de référence ou si vous connaissez des sites web de qualité traitant du thème abordé ici, merci de compléter l'article en donnant les références utiles à sa vérifiabilité et en les liant à la section « Notes et références ».
Kuniaki Koiso (小磯 國昭, Koiso Kuniaki) est un homme d'État japonais né le 22 mars 1880 à Utsunomiya d'une ancienne famille de samouraïs, dans la préfecture de Tochigi et mort le 3 novembre 1950 à Tokyo.

## Biographie

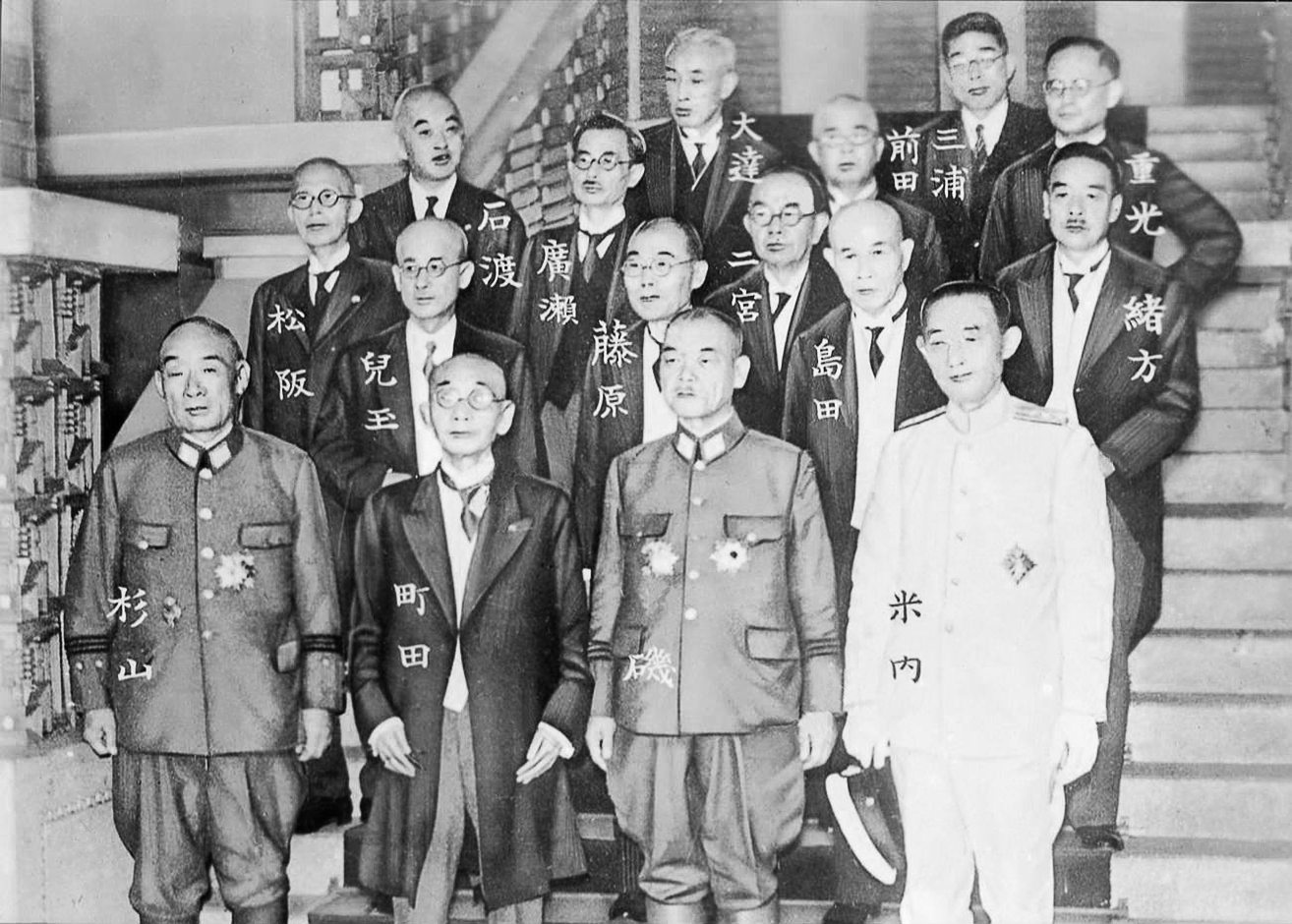
Le cabinet de Koiso (troisième en bas à partir de la gauche), avec Hajime Sugiyama (premier en bas) et Mitsumasa Yonai (quatrième en bas)

Il est général de l'armée impériale japonaise et gouverneur de Corée puis le 41e premier ministre du Japon du 22 juillet 1944 au 7 avril 1945. Les unités kamikaze ont été créées pendant son mandat. Il démissionna à la suite de l'offensive alliée de la bataille d'Okinawa. Il fut ensuite reconnu coupable de crimes de guerre et condamné à la réclusion à perpétuité. Il est décédé à la prison de Sugamo.
Avec le prince Kotohito Kan'in, il est l'un des principaux propagandistes du Koshitsu Shinto.